# Heiner Kreuzer
Heiner Kreuzer (* 20. Januar 1944 in Breslau; † 21. Juni 1985 in Hamburg) war ein niedersächsischer Politiker (SPD) und Mitglied des Niedersächsischen Landtages.
Kreuzer wuchs in Bad Münder am Deister auf und besuchte dort die Volksschule bis zum Jahr 1954. Im Anschluss wechselte er an das Gymnasium in Hameln und legte hier das Abitur im Jahr 1963 ab. Es folgten zwei Jahre Wehrdienst in der Bundeswehr, die er als Leutnant der Reserve verließ. Kreuzer nahm an der Pädagogischen Hochschule Hannover sein Studium für das Grundschul- und Hauptschulelehramt (Chemie, Mathematik, Sport) zwischen 1966 und 1969 auf. Sein Examen legte er 1969 ab. Während seines Studiums war er Mitarbeiter in der studentischen Interessenvertretung (Studentenparlament, Allgemeiner Studentenausschuss).
Bereits 1970 wurde er für den Zeitraum von vier Jahren zum Pressesprecher der SPD-Fraktion im Niedersächsischen Landtag. Nach dieser Tätigkeit begann er ein Zusatzstudium für Erwachsenenbildung und legte im Jahr 1976 sein Examen als Diplom-Pädagoge ab. Nach seinem Abschluss war er in verschiedenen Stellen als pädagogischer Mitarbeiter in der Erwachsenenbildung tätig. In seiner letzten Anstellung war er als pädagogischer Leiter des Niedersächsischen Landesverbandes der Heimvolkshochschulen beschäftigt. Kreuzer war Mitglied der Gewerkschaft Erziehung und Wissenschaft und der Organisation Pro Familia.
Mitglied der SPD wurde Kreuzer 1969. Für die SPD zog er als Mitglied in der zehnten Wahlperiode in den Niedersächsischen Landtag vom 21. Juni 1982 bis 21. Juni 1985 ein und betreute für die SPD den Wahlkreis Lüchow-Dannenberg. Er lebte in dieser Zeit bis zu seinem Tod in Hitzacker.